# Vágólap
A vágólap szinte minden operációs rendszer grafikus felhasználói felületének része, a szöveg, kép és multimédia szerkesztését könnyítő, gyorsító eszköz.
A vágólap valójában egy átmeneti tároló, melynek tartalma vagy a memóriában, vagy a rendszert tartalmazó lemezen tárolódik. Az itt tárolt tartalom a legtöbb operációs rendszer esetében törlődik a számítógép kikapcsolása után.
Használatát tekintve kétféle vágólapot ismerünk: az egyik az, amelyen csak egyetlen adat tárolható (ezt általában operációs rendszerekbe szokták integrálni), a másik pedig az, amelyen több adatot is tárolhatunk. Az egyetlen adatot tároló vágólap használata az egyszerűbb. Általában a Ctrl+C billentyűkombinációval másolhatunk rá, majd a lemásolt tartalmat a Ctrl+V billentyűkombinációval illeszthetjük be.
Alternatív megoldás a "Fogd & Vidd" felület alkalmazása. Ez azonban kevésbé elterjedt mint a vágólap, mert a vágólap segítségével gyakorlatilag minden kompatibilis űrlapelemet kezelhetünk.
A vágólap használatáról az adott operációs rendszer súgójában olvashat.

## Etimológia
A "vágólap" szó vélhetően az angol "clipboard" (iratok hordozására használatos csiptetős fatábla) félrefordításából ered. Az angol "clip" ige egyik jelentése "vágni", míg főnévi alakban "csipesz/csiptető"-t jelent.

## Vágólap a Windowsban
A Windows operációs rendszerben a vágólap egy háttérben futó apró alkalmazás, ami szinte bármilyen adatformátum ideiglenes tárolásához használható. Összesen egyetlen adatot tud tárolni, ami maximum 2 GB méretű lehet (Windows XP), régebbi Windows verziókban pár kilóbájt (Windows 3.x, 95) vagy pár megabájt (Windows 98) adat tárolásához használható. A Windows Clipboard (Vágólap) a .CLP formátumot használja.
A vágólap használata gyakorlatban: indítsa el a jegyzettömb (Notepad) programot [Start > Futtatás > notepad.exe], majd gépeljen be találomra egy 5 soros szöveget. Jelölje ki a szöveg egy részét, majd a Szerkesztés menü Másolás parancsával másolja a vágólapra. Ezután válasszon ki találomra egy pontot, ahová beilleszti a szöveget. Kattintson a Szerkesztés menü Beillesztés parancsára. Ennek a példának a segítségével jól megfigyelhető a Windows Clipboard (Vágólap) működése. A vágólapon lévő szöveget bármilyen szövegszerkesztő programba beillesztheti hasonló módon, vagy a Ctrl+V billentyűkombináció segítségével.